# عبد الله الطويل (سياسي)
عبد الله عبد الرحمن عبد الله الطويل  (5 يوليو 1942 - 21 أكتوبر 2024) سياسي كويتي، وزير الصحة ووزير التجارة والصناعة الكويتي السابق.

## سيرته
عبد الله عبد الرحمن عبد الله الطويل مواليد الكويت عام 1942، حاصل على شهادة بكالوريوس في الرياضيات البحثية وعلوم الحاسب الآلي من الولايات المتحدة الاميركية عام 1966، وقد عمل في إدارة المعلومات بشركة نفط الكويت (1968 - 1972)، ثم انتقل إلى المركز الوطني لنظم المعلومات بوزارة التخطيط (1972 - 1976) وكذلك عمل مراقب إدارة البرامج ومديرا لها. كما شغل منصب نائب المدير العام للشؤون التأمينية والفنية خلال الفترة من 1976 إلى 1982 بعد ان ساهم في تأسيس المؤسسة العامة للتأمينات الاجتماعية.
وشغل منصب مدير عام شركة بيت الاوراق المالية (1982 - 1984) ورئيس مجلس الإدارة والعضو المنتدب بالشركة الكويتية للحاسبات بعد مساهمته في التأسيس (1982 - 1996) وانتخب رئيسا لجمعية الخريجين الكويتية 1985 - 1998 وعضوا في الجمعية الكويتية لحقوق الإنسان وعضوا في مجموعة الخمسة والاربعين التي ساهمت في عودة العمل بدستور 1962 وعضوا في جمعية الحاسوب الكويتية، وفي عام 2003 عين وزيرا للتجارة والصناعة، وفي عام 2007 عين وزيرا للصحة.

## وصلات خارجية
- عبد الله عبد الرحمن عبد الله الطويل